# Puente Pexoa
El Puente Pexoa es una estructura de hierro sobre el arroyo Riachuelo, en el llamado Paso Pexoa, en la localidad de Riachuelo, provincia de Corrientes (Argentina).

## Historia

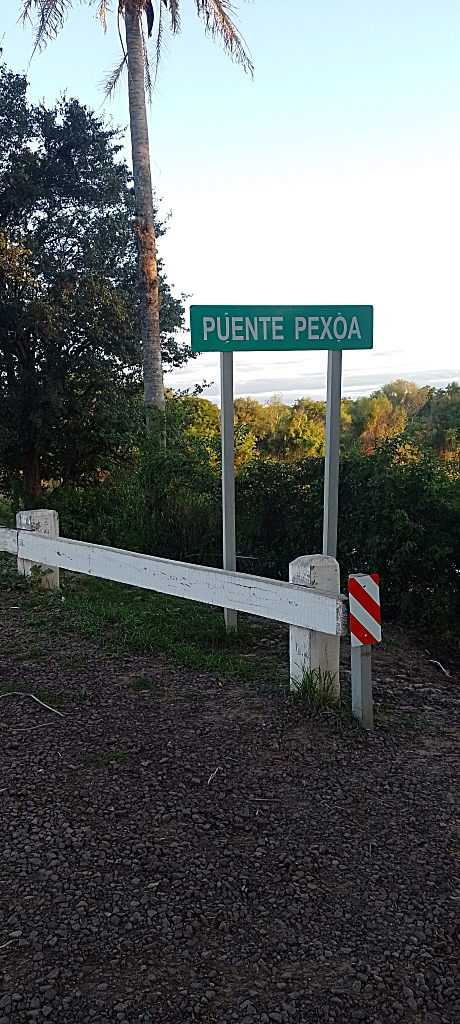
Puente Pexoa

Su nombre se debe al apellido del antiguo ocupante de las tierras donde se lo construyó: el general Nicolás Pexoa y Figueroa, quien fuera además, Teniente Gobernador de la Provincia de Corrientes. Unía originalmente, las ciudades de Corrientes y Empedrado, en un itinerario llamado el “Camino del Rey”. 
Originariamente construido en hierro, con techo del mismo material y encadenado a orillas del arroyo. Sirvió muchos años y sufrió reformas para mejorar su uso. 
Fue el paso obligado entre Corrientes y Empedrado. En la actualidad, aún continúa en funcionamiento bajo estrictas restricciones de circulación.
En 2019 se lo inhabilitó ya que su estructura peligraba como consecuencia del deterioro. El 22 de agosto del 2020, después de varios meses de reconstrucción, se lo re inauguró con colocación de pilotes y el reemplazo del piso con maderas originarias de las provincias del Chaco y Formosa.

## Ubicación geográfica
El sistema de puentes consta de tres partes, de las cuales la más importante es el Puente Pexoa. Se encuentra emplazado sobre la Ruta Provincial 46, vía que comunica las localidades de Laguna Brava y Empedrado. 
A su vez, la Ruta Provincial 8 comunica al oeste con la Ruta Nacional 12 y las localidades de Corrientes y Riachuelo; y al este con la localidad de San Cayetano. Además de conectar Laguna Brava al norte a través de la Ruta Provincial 5, también permite acceder a San Luis del Palmar al este por esta vía. 

## En la cultura popular
Se trata de un lugar muy afín a la identidad del correntino, y de alta carga histórica. Se cuentan muchas historias y anécdotas que hacen de este lugar un sitio emblemático. 
Por ello, el chamamecero Mario del Tránsito Cocomarola, compuso un rasguido doble llamado "Puente Pexoa", de fuerte contenido emocional y evocativo. Dicha pieza musical fue universalizada por varios artistas como Los Trovadores del Norte, Ginette Acevedo y Ramona Galarza. 
Desde 2008 se realizan peñas chamameceras, que se extienden a lo largo de las jornadas diurnas de duración de la Fiesta Nacional del Chamamé. El acceso es libre y gratuito.

## Infraestructura

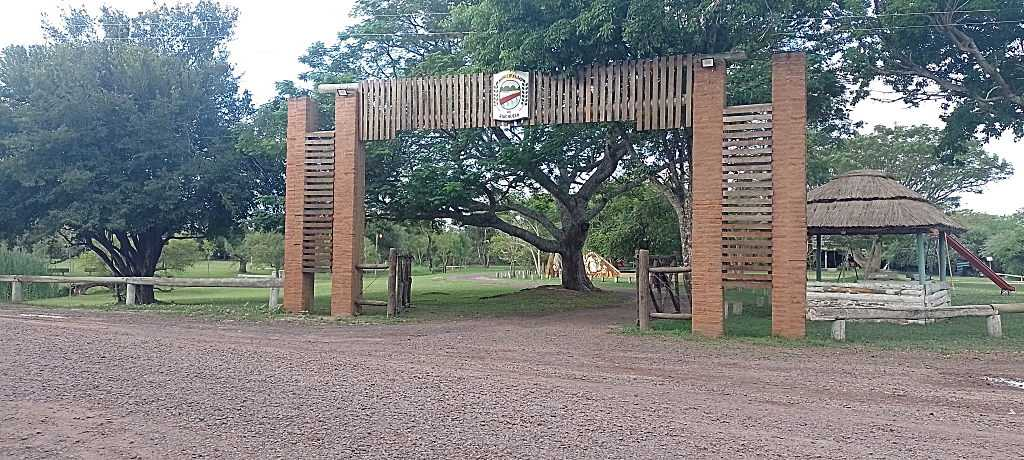
Acceso al camping

Existe un camping a la vera del Puente, que brinda todos los servicios y comodidades para los visitantes: parrillas con instalaciones eléctricas, baños con duchas, quincho grande con kiosco, cancha de fútbol, juegos infantiles, playas, lugares para acampar. El acceso es solamente en horas diurnas.